# Рубен Джонс
Рубен Джонс (англ. Reuben Jones, 19 жовтня 1932 — 3 січня 1990) — британський вершник.
Олімпійський чемпіон 1968 року в командному триборстві, учасник 1964 року.
Чемпіон Європи з кінного триборства 1967 (командне триборство), 1969 (командне триборство) років, бронзовий призер 1965 року в командному триборстві.